# Expedição 4
Expedição 4 foi a quarta expedição à Estação Espacial Internacional, realizada entre 5 de dezembro de 2001 e 19 de junho de 2002. Foi realizada com três tripulantes participando de uma estadia de longa duração na ISS, um russo e dois norte-americanos. A missão expandiu o número de experiências científicas, quase dobrando o número realizado pela expedição anterior.

## Tripulação
| Posição             | Tripulante      |                 |
| ------------------- | --------------- | --------------- |
| Comandante          | Yuri Onufrienko | Yuri Onufrienko |
| Engenheiro de voo 1 | Daniel Bursch   | Daniel Bursch   |
| Engenheiro de voo 2 | Carl Walz       | Carl Walz       |

## Parâmetros da Missão
- Massa: 119,438 kg
- Perigeu: 384 km
- Apogeu: 396 km
- Inclinação: 51.6°
- Período: 92 min
- Acoplagem: STS-105; 12 de agosto de 2001, 18:41 UTC
- Desacoplagem: STS-108; 15 de junho de 2002, 14:32 UTC
- Duração: 190 dias 05 horas e 31 minutos

## Missão
Entre as muitas experiências levadas a cabo pela expedição na microgravidade, algumas delas foram a observação do crescimento de cristais de zeolite, desenvolvimento de um sistema de monitoramento de furacões na Terra, teste do sistema de medição de aceleração no espaço, estudos sobre a quantidade de radiação recebida pelos astronautas durante as atividades extra-veiculares, testes cardiovasculares e biomédicos.
A Expedição realizou três caminhadas espaciais durante seus seis meses de duração. Em janeiro realizaram duas AEV: realocaram compartimentos de carga da estrutura, instalaram antenas de radioamadores no módulo Zvezda, escudos defletores, quatro experimentos externos na estrutura e substituíram um dispositivo para medir o material expelido por pequenos jatos propulsores da estação. As AEV foram realizadas com os trajes espaciais russos Orlan.
A última AEV, usando trajes espaciais americanos, foi realizada para testes na câmera de compressão, preparando-as para as AEV a serem realizadas pela tripulação da missão STS-110 Atlantis que os visitou em abril de 2002.

## Galeria

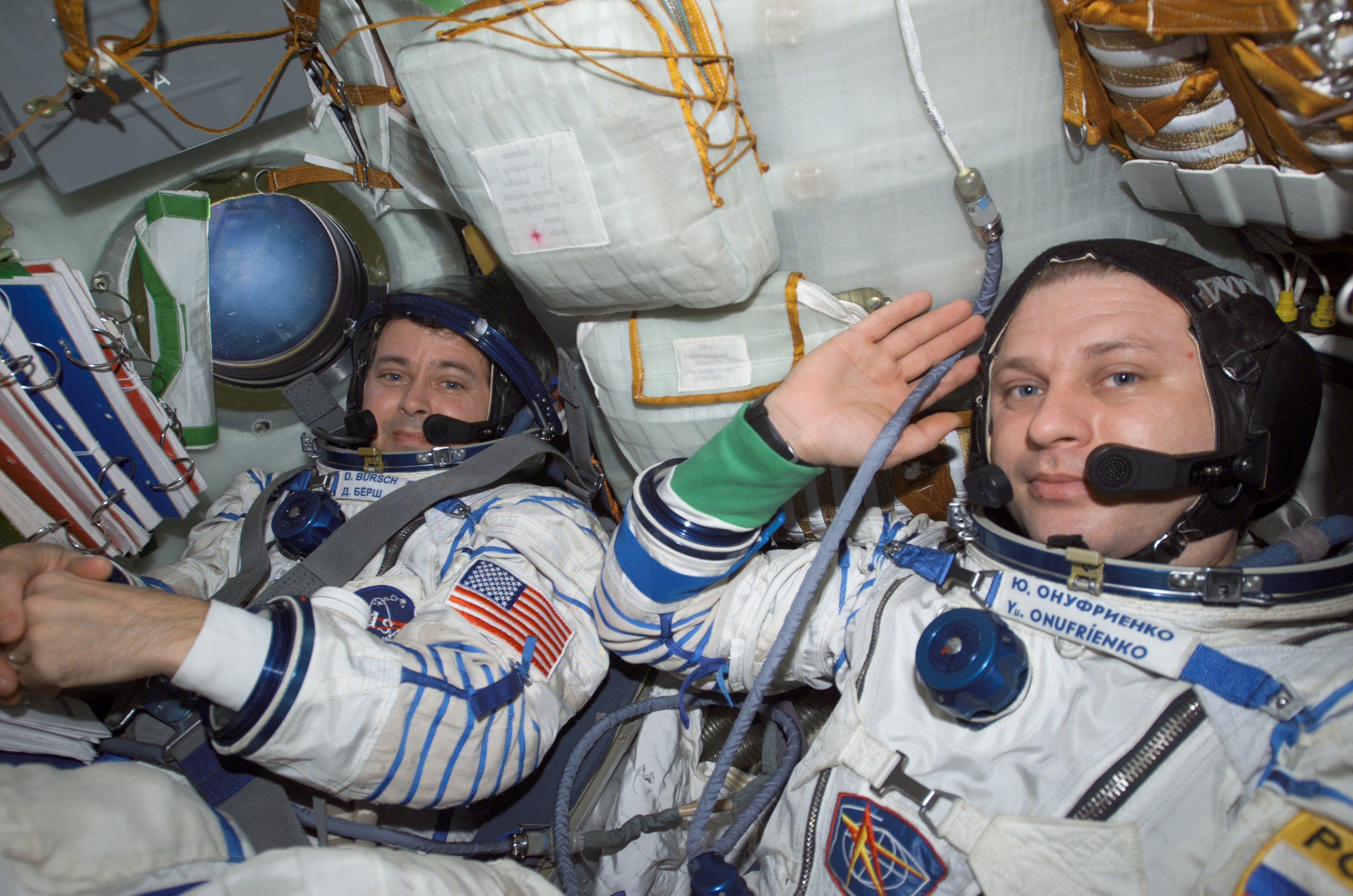
Bursch e Onufrienko dentro da Soyuz TM-33, acoplada na ISS,  antes de manobras de realocação da nave na estrutura da estação.
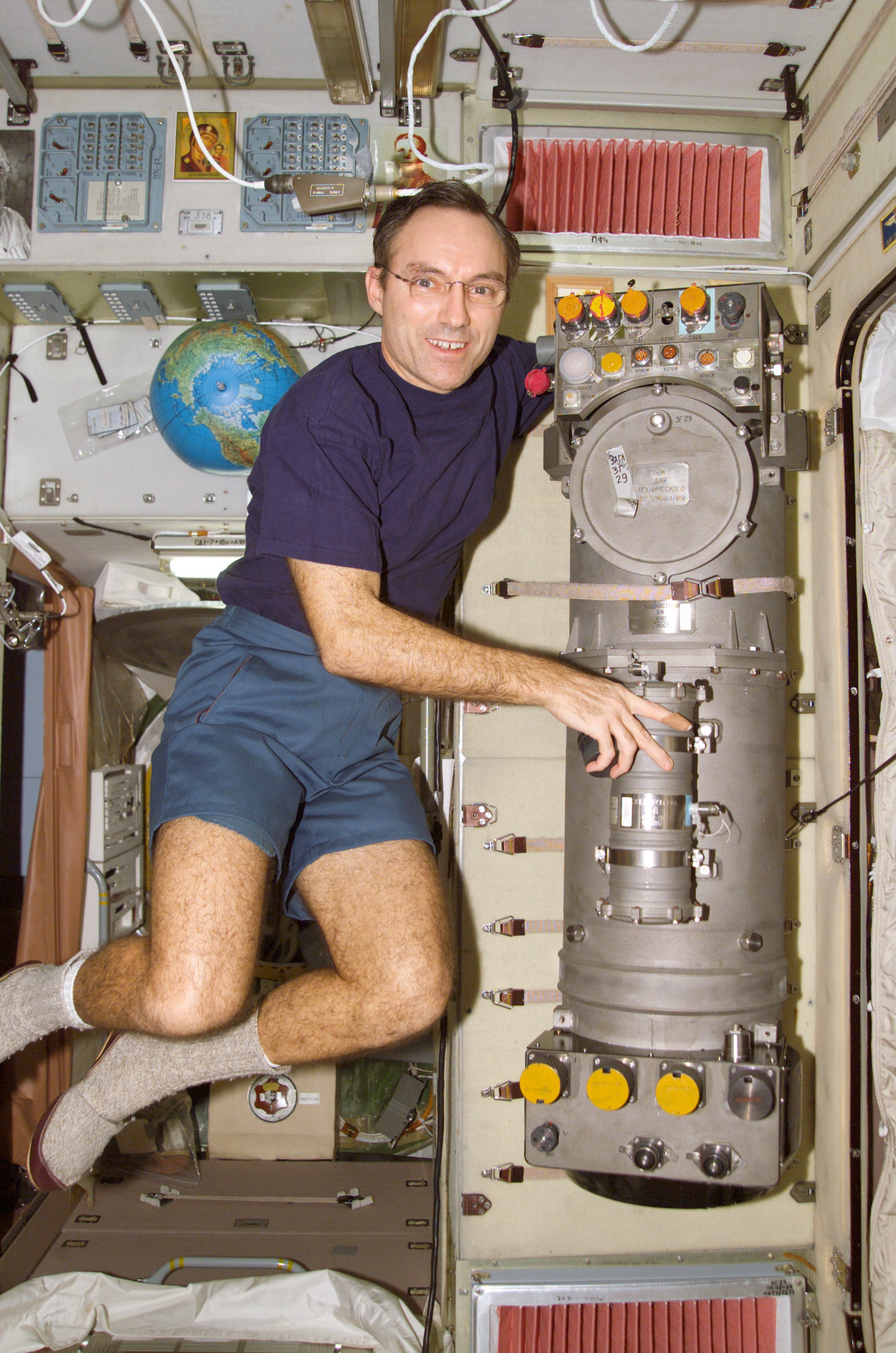
O engenheiro de voo Carl Walz flutuando no módulo Zvezda.
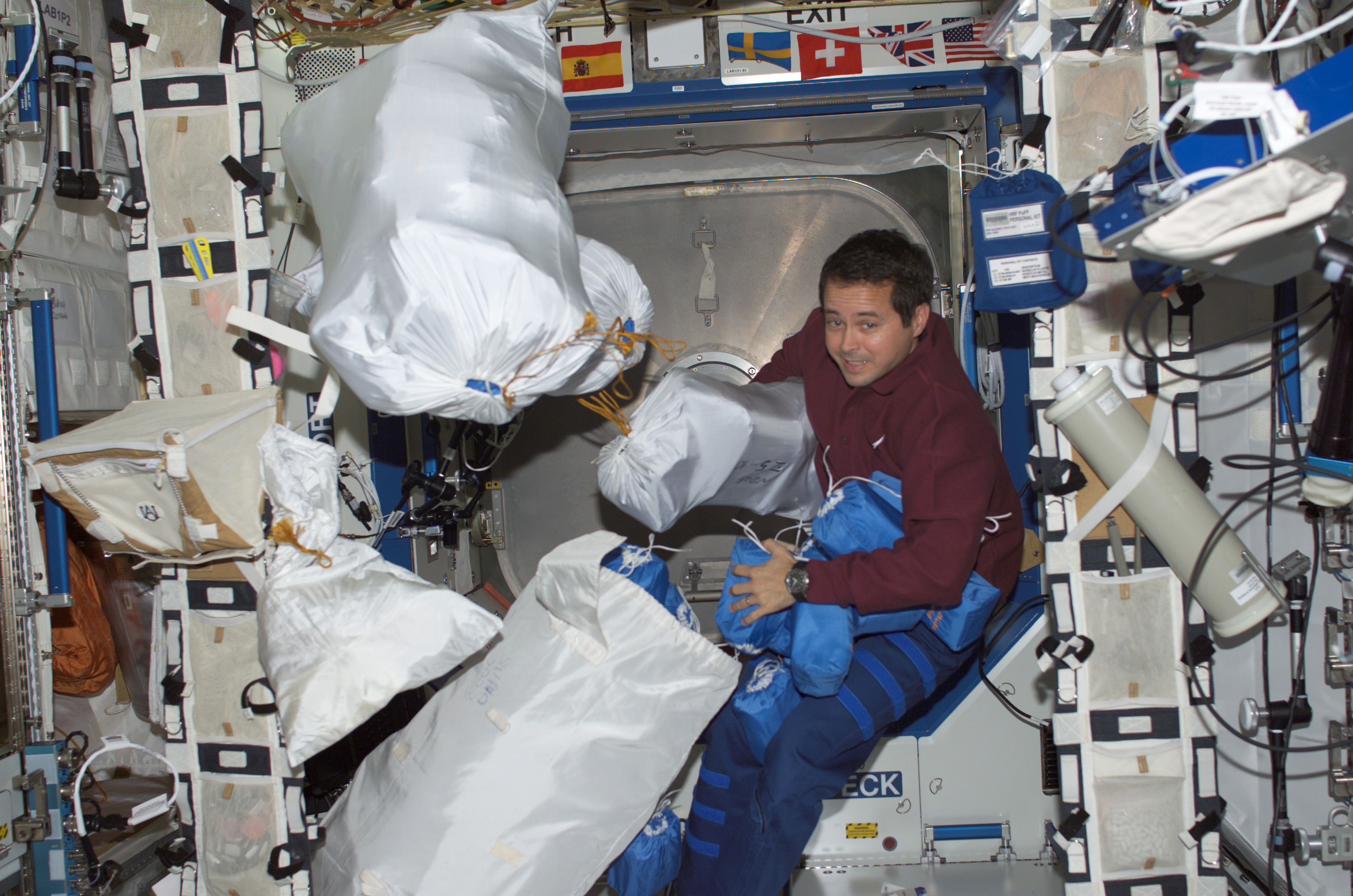
O astronauta Daniel Bursch trabalhando no módulo Destiny.
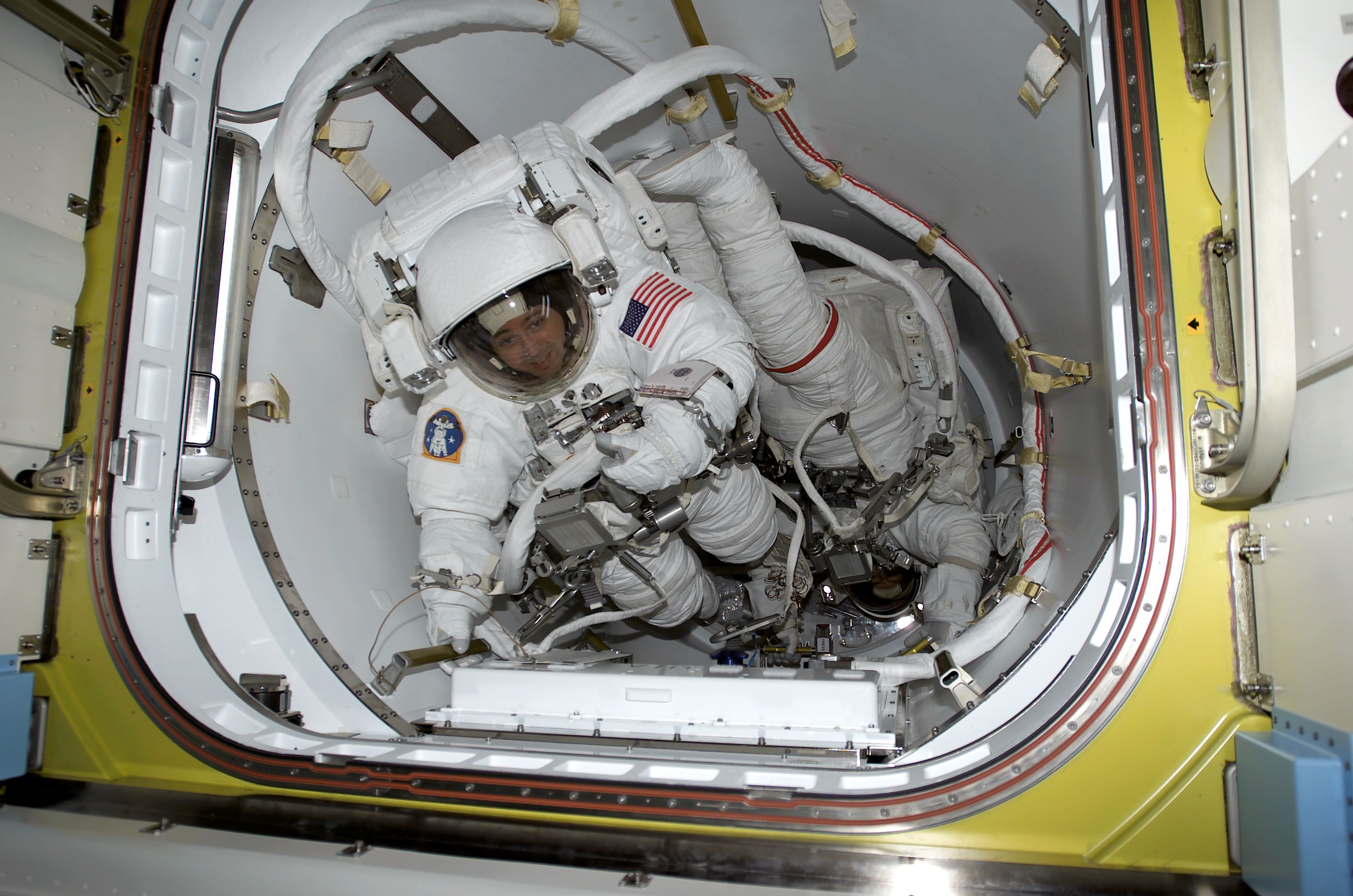
Bursch e Walz na câmera de vácuo do módulo Quest, prontos para sair para uma atividade extra-veicular.
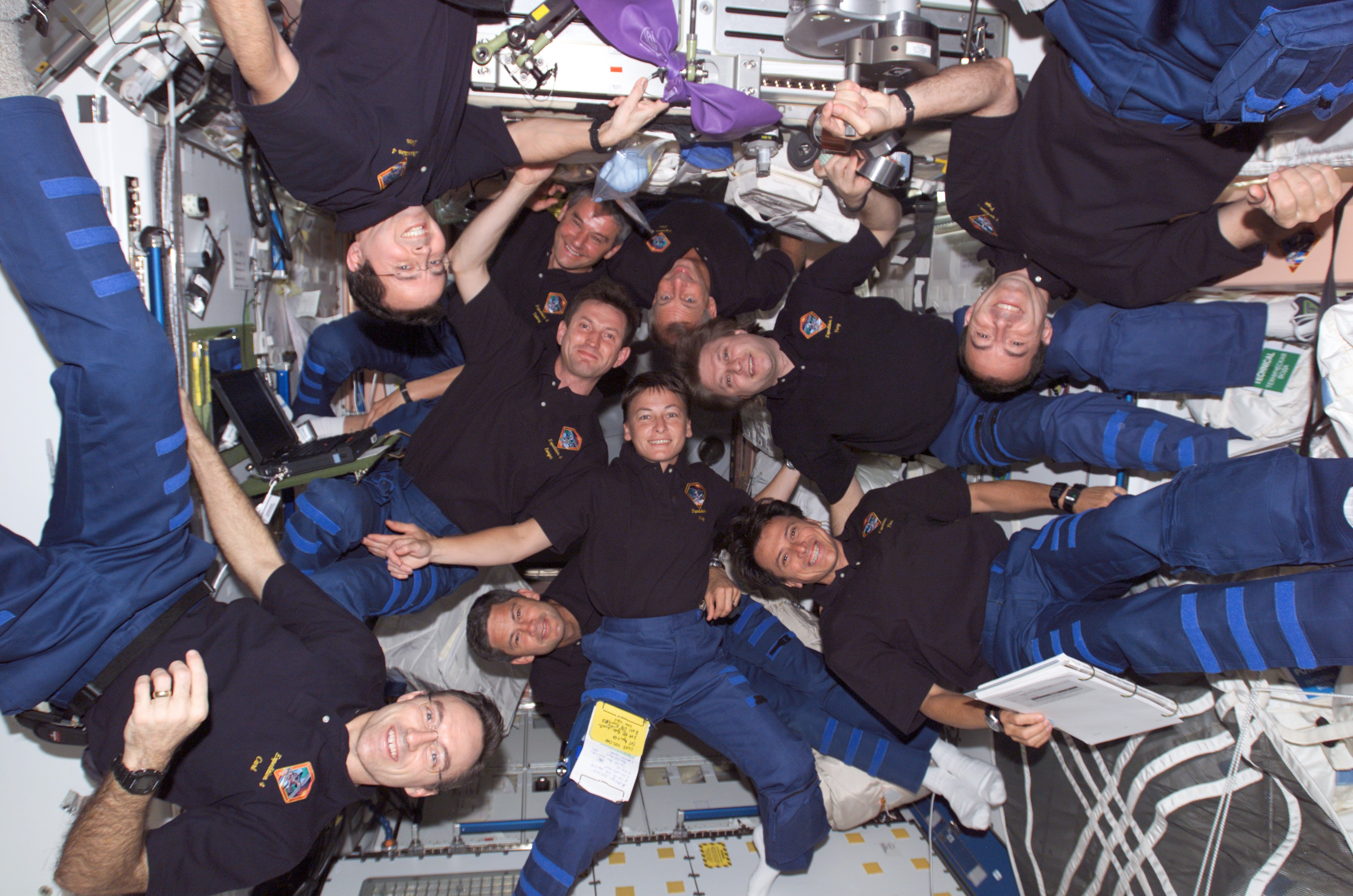
Confraternização no módulo Unity: integrantes da Expedição 4, seus sucessores da Expedição 5 e a tripulação da  STS-111 Endeavour.